# Дисоціація (хімія)
Дисоціа́ція (англ. dissociation, нім. Dissoziation f) — хімічний процес розкладу молекул на простіші молекули, атоми, атомні групи або іони. Протилежний процес — асоціація.
У кількісному відношенні дисоціація характеризується ступенем дисоціації.

## Різновиди
Гетеролітична дисоціація — розрив ковалентного зв'язку в молекулі з утворенням двох іонів протилежного заряду.
Дисоціація під впливом електричного поля — збільшення електропровідності електроліту внаслідок збільшення числа іонів у розчині у випадку надзвичайно сильної напруги (104–105 В·см-1) електричного поля.
Дисоціація зв'язку — розрив зв'язку шляхом гетеролізу або гомолізу. Термін переважно вживається для гомолізу.
Дисоціація, індукована зіткненнями — у мас-спектрометрії — процес з участю іонних або нейтральних молекулярних частинок, в якому іон, що стрімко рухається, дисоціює в результаті взаємодії з нейтральною частинкою-мішенню. Це відбувається внаслідок переходу частини трансляційної енергії іона у його внутрішню енергію.
Електролітична дисоціація — дисоціація, що відбувається під впливом електроліту.

## Енергія дисоціації
Енергія, необхідна для того, щоб певна частинка продисоціювала на дві частинки. Позначається D. Індекси 0 та е використовуються, щоб позначити, що частинка дисоціює з основного стану (D0) та з мінімуму потенціальної енергії (De).